# 岡村育子
岡村 育子（おかむら いくこ、1976年9月17日 - ）は、埼玉県飯能市出身の女子競輪選手、元女子ホッケー選手。競輪選手としては、日本競輪選手会埼玉支部所属、ホームバンクは西武園競輪場。日本競輪学校（当時。以下、競輪学校）第102期生。師匠は田淵浩一（55期）。

## 来歴
埼玉県立飯能高等学校に入学後、友人に誘われてホッケー部に入部。以後、ポジションはゴールキーパー一筋であった。
その後、ホッケーの名門、天理大学を経て、H.F.C - HANNOに所属。また、駿河台大学のコーチも務めていた。
2011年、競輪学校第102回（女子第1期）適性試験に合格。在校競走成績は1勝で第29位。
2012年5月1日、日本競輪選手会埼玉支部所属の競輪選手として登録された。同年7月13日、松戸競輪場でデビューし7着。
2016年1月19日、玉野FII最終日第10レース（一般）で初勝利。
2023年2月4日、平塚FII最終日第5レース（一般）で2年以上ぶりに勝利（通算6勝目）、3連単は140,570円もの高配当となった。ただ、深刻な腰痛の影響もあってこの時点では競走得点が47点を維持できない状態が続いており、同年上期限りでの代謝制度の対象選手の候補となっていた。6月26日の名古屋FII最終日第5レース（一般）で4着以下なら対象選手となっていたが、同レースは3着となり、ギリギリのところで代謝を回避した（代わりに同レースで4着となった岩田みゆきが同年上期の代謝対象選手となった）。

## 主な実績
2006年
- ホッケー・ワールドカップ 5位
- アジア競技大会 2位

2008年
- 北京オリンピック（愛称：さくらジャパン）に出場し10位。